# ديوكساثيون
الديوكساثيون المعروف بشكل منهجي باسم p-ديوكسان-2،3-ديل إتيل فوسفورودايثيوات، هو مبيد حشري للفوسفات العضوي. يستخدم كمبيد حشري للماشية وكمبيد للقراد على ثمار الحمضيات والفواكه المتساقطة الأوراق والمكسرات.

## استخدامات
تحت الاسم التجاري دلناف، يمكن استخدامه لمكافحة الحشرات والعث على التفاح والكمثرى والسفرجل والعنب والجوز، ويجد استخدامه في مكافحة القراد والذباب القرني والقمل والأغنام في الماشية المختلفة، إما رش أو غمس. تحت الاسم التجاري دلتيك، هو مبيد حشري للاستخدام المقيد للسيطرة الخارجية على البراغيث والقراد والعث، في بيوت الكلاب، والساحات، وغيرها من المناطق الترفيهية.

## تسمم
الديوكساثيون مادة شديدة الخطورة، كما هو محدد في القسم 302 من قانون التخطيط للطوارئ وحق المجتمع في المعرفة بالولايات المتحدة، ولم يعد مسموحًا ببيعه في الولايات المتحدة. ومع ذلك، لا يزال يتم استخدامه في بعض البلدان الأخرى. من المعروف أنه يسبب تثبيط إنزيم الكولينستريز في الفئران، ويوصى الأشخاص الذين تعرضوا للديوكساثيون بانتظام بتقييم مستويات الكولينستريز في البلازما وخلايا الدم الحمراء. الأشخاص الذين يتعرضون لمواد كيميائية أخرى تؤثر على مستويات الكولينستريز، على سبيل المثال قد تكون الفوسفات العضوي أو الكربامات الأخرى في خطر متزايد. لا توجد آثار مسرطنة أو تناسلية معروفة، ولكن التعرض طويل المدى قد يؤدي إلى تلف الأعصاب وضعف التنسيق الحركي وتغيرات في الشخصية بسبب القلق أو الاكتئاب أو التهيج.
قد تشمل التأثيرات قصيرة المدى تهيج العينين وانقباض حدقة العين وتشوش الرؤية وتشنجات البطن وصعوبة التنفس والغثيان والقيء والإسهال وتشنجات العضلات وإفراز اللعاب الزائد. هذه في الغالب أعراض كلاسيكية للتسمم بالفوسفات العضوي.
يجب تخزين الديوكساثيون بعيدًا عن القلويات والحديد والقصدير والأحماض القوية. يمكن تجنب الاتصال باستخدام الملابس الواقية وأدوات العناية بالعيون. في حالة حدوث تسمم، يجوز للطبيب إعطاء كبريتات الأتروبين أو البراليدوكسيم في حالة التسمم الحاد.

## روابط خارجية
- قسم نيو جيرسي للصحة وخدمات كبار السن-صحيفة وقائع المواد الخطرة
- CDC - دليل الجيب NIOSH للمخاطر الكيميائية
- صحيفة الوقائع الكيميائية لمختبرات الطيف
- برنامج تعليم إدارة المبيدات بجامعة كورنيل
- موارد معلومات السلامة، وشركة بطاقات السلامة الكيميائية الدولية